# Philaccolus orthogrammus
Philaccolus orthogrammus är en skalbaggsart som först beskrevs av Régimbart 1895.  Philaccolus orthogrammus ingår i släktet Philaccolus och familjen dykare. Inga underarter finns listade i Catalogue of Life.